# Skåne-Tranås
Skåne-Tranås est une localité suédoise située dans la commune de Tomelilla en Scanie.
Sa population était de 235 habitants en 2019.